# Nagelspinnare
Nagelspinnare (Aglia tau) är stor fjäril i familjen påfågelsspinnare.

## Kännetecken
Nagelspinnaren har ett vingspann på mellan 55 och 69 millimeter för hanen och mellan 65 och 92 millimeter för honan. Den har karakteristiska mörkblå ögonfläckar på alla vingarna. Larven är som fullvuxen mellan 50 och 65 millimeter lång med grön färg. 

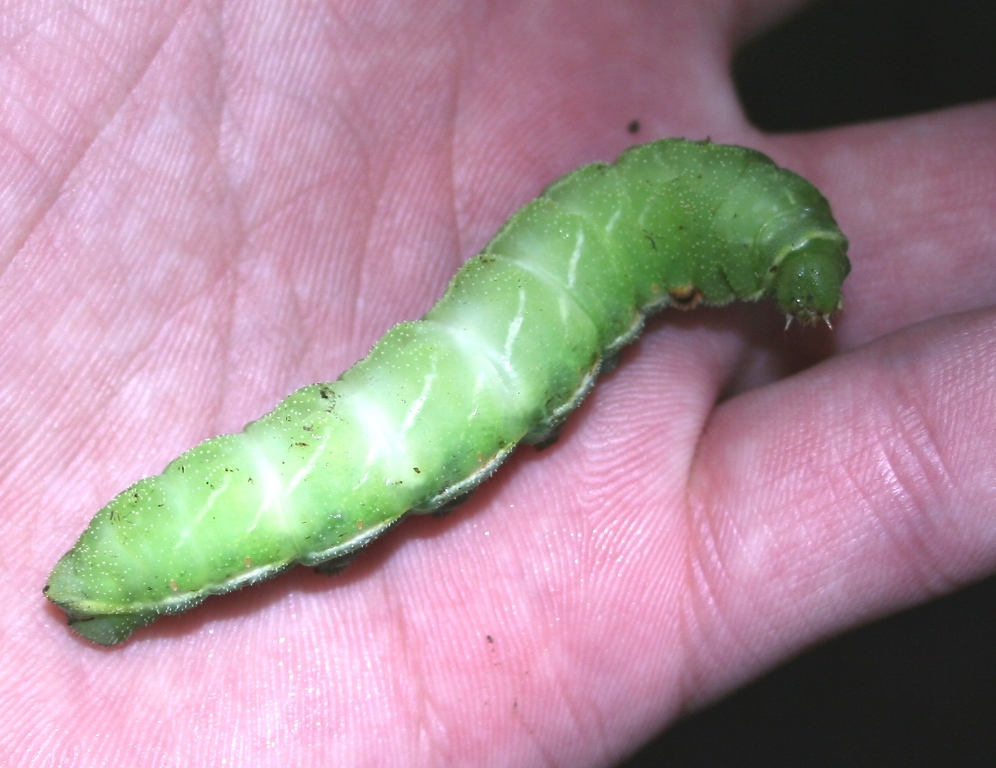
Larv

## Utbredning
Nagelspinnaren finns i Sverige upp till Mälaren, talrikast i Skåne, Blekinge och sydöstra Småland. Den finns i Danmark och södra Norge och Finland, norra Iberiska halvön, Centraleuropa och vidare österut genom Ryssland till Japan och västra Kina.

## Levnadssätt
Nagelspinnaren lever i lövskog. Hanen flyger på dagtid sökande efter honorna som sitter på marken eller på en trädstamm. Flygtiden är från mitten av april till slutet av maj i södra Norden, senare längre norrut. Larven lever främst på bok, men även på lind och ek. Längre norrut lever den på al, sälg och rönn, ibland även på vårtbjörk. De lever oftast högt upp i trädkronorna. Den förpuppas i en kokong i förnan och övervintrar en eller två vintrar.